# Heaven on Earth (album Belindy Carlisle)
Heaven on Earth – drugi album studyjny amerykańskiej piosenkarki pop Belindy Carlisle wydany w 1987 roku.

## Lista utworów
| 1.  | „Heaven Is A Place On Earth” | 4:05  |
|     |                              |       |
| 2.  | „Circle In The Sand”         | 4:26  |
|     |                              |       |
| 3.  | „I Feel Free”                | 4:49  |
|     |                              |       |
| 4.  | „Should I Let You In?”       | 4:15  |
|     |                              |       |
| 5.  | „World Without You”          | 4:42  |
|     |                              |       |
| 6.  | „I Get Weak”                 | 4:50  |
|     |                              |       |
| 7.  | „We Can Change”              | 3:45  |
|     |                              |       |
| 8.  | „Fool For Love”              | 3:57  |
|     |                              |       |
| 9.  | „Nobody Owns Me”             | 3:12  |
|     |                              |       |
| 10. | „Love Never Dies...”         | 5:16  |
|     |                              |       |
|     |                              | 43:17 |
|     |                              |       |

## Twórcy
| - Belinda Carlisle – wokal - George Black – gitara - Dan Huff – gitara - Michael Landau – gitara - John McCurry – gitara - Tim Pierce – gitara - John Pierce – gitara basowa - Kenny Aronoff – perkusja - Curly Smith – perkusja |  | - Jimmy Bralower – instrumenty perkusyjne - Paulinho Da Costa – instrumenty perkusyjne - Thomas Dolby – instrumenty klawiszowe - Charles Judge – instrumenty klawiszowe, pianino - Phil Shenale – instrumenty klawiszowe - Rick Nowels – produkcja, instrumenty klawiszowe, gitary - Steve MacMillan – realizacja nagrań, miks - Shelly Yakus – miks - Steve Marcussen – mastering |